# Medellín (Spanien)
Medellín ist ein Ort und eine Gemeinde (municipio) mit 2.237 Einwohnern (Stand: 2024) in der westspanischen Provinz Badajoz in der Region Extremadura.

## Lage und Klima
Der Ort Medellín liegt auf dem Südufer des Río Guadiana nahe der Einmündung des Río Ortiga in einer Höhe von ca. 265 m. Die nächstgrößere Stadt, Mérida, befindet sich ca. 42 km (Fahrtstrecke) westlich. Das Klima ist überwiegend warm bis heiß; Regen (ca. 450 mm/Jahr) fällt überwiegend im Winterhalbjahr.

## Bevölkerungsentwicklung
| Jahr      | 1857  | 1900  | 1950  | 2000  | 2021  |
| Einwohner | 2.393 | 1.625 | 2.061 | 2.400 | 2.247 |

Die Einwohnerzahl der Gemeinde ist trotz der Reblauskrise im Weinbau und der Mechanisierung der Landwirtschaft insgesamt in etwa konstant geblieben.

## Wirtschaft
Jahrhundertelang lebte der Ort vorwiegend von der Landwirtschaft (Feldfrüchte, Wein- und Olivenanbau, Viehwirtschaft) in seiner Umgebung. Auch Handwerk und Kleinhandel spielten eine gewisse Rolle. Seit den 1960er Jahren ist die Vermietung von Ferienwohnungen als Einnahmequelle hinzugekommen; darüber hinaus sind Kanäle zur Bewässerung der Felder gebaut worden.

## Geschichte
Die Ufer des Río Guadiana waren schon in prähistorischer und keltischer Zeit beliebte Wanderwege für Tiere und Menschen. Aus dem 7. Jahrhundert v. Chr. ist ein Ort mit Namen Consisturgis überliefert, der häufig mit dem tartessischen Vorläufer der heutigen Siedlung identifiziert wird. Der Name „Medellín“ ist römischen Ursprungs und wurde nach dem Konsul und Prokonsul der hispanischen Provinzen Quintus Caecilius Metellus Pius Caecilia Metellina benannt. Auch die Westgoten (um 570–768) und Mauren (768–1234) hinterließen ihre Spuren. Peter I. von Kastilien übergab die Stadt seinem Vasallen Juan Alfonso de Alburquerque, der sich jedoch von seinem Lehnsherrn nahezu unabhängig machte und im Jahr 1354 all seiner Privilegien beraubt wurde und kurz darauf verstarb. Am 28. März 1809 fand in der Umgebung von Medellín die Schlacht bei Medellín im Rahmen des sogenannten Spanischen Unabhängigkeitskrieges gegen napoleonische Truppen statt.

## Persönlichkeiten
- Medellín ist der Geburtsort von Hernán Cortés (1485–1547), dem Entdecker und Konquistador des Aztekenreichs in den Jahren 1519 bis 1521. Im August 2010 wurde sein Denkmal mit roter Farbe beschmiert. Es sei eine „grausame und arrogante Glorifizierung von Völkermord und eine Beleidigung des mexikanischen Volkes“.[3]
- Auch einer von Cortés’ wichtigsten Mitstreitern, Gonzalo de Sandoval (1497–1527), wurde in Medellín geboren.

## Sehenswürdigkeiten

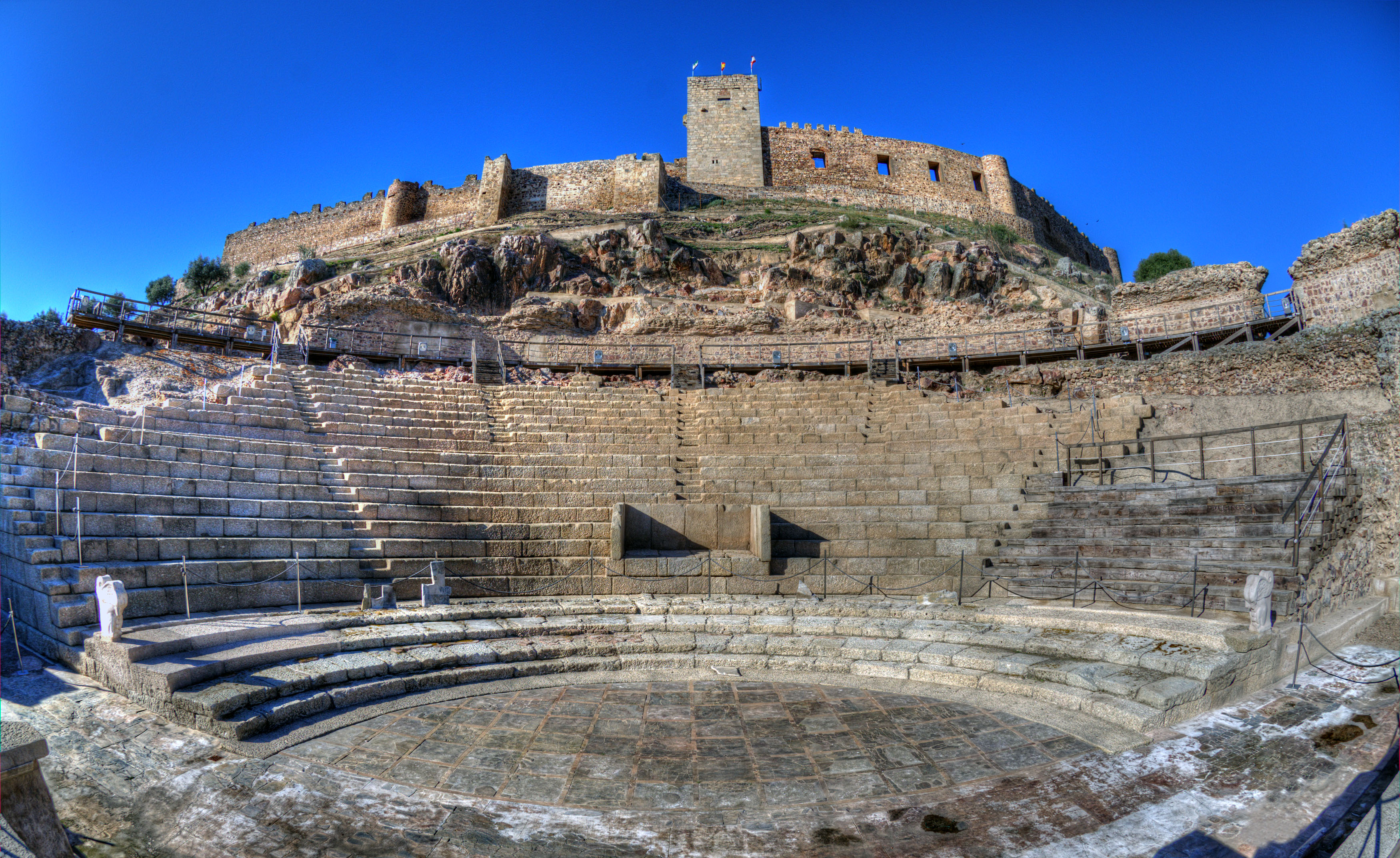
Medellín – Römisches Theater und Burg

- Die Burg (castillo) diente als Festung der gesamten Region Serena. Im von einer Mauer zweigeteilten, aber weitgehend leeren Burggelände befindet sich eine Zisterne (aljibe) aus almohadischer Zeit. Ein Seitenraum ist zu einem kleinen Museo de la Conquista umgestaltet worden.
- Die Römerbrücke (puente romano) wurde im Mittelalter und in der frühen Neuzeit immer wieder instand gesetzt und restauriert.
- Die Ruinen eines römischen Theaters wurden zu Füßen des Burghügels freigelegt.
- Reste der Römerstraße (Via de la Plata), die nach Mérida führte, sind ebenfalls noch erkennbar.
- Drei mittelalterliche bzw. frühneuzeitliche Kirchen stehen noch: (Santa Cecilia), San Martín und Santiago, von einer vierten sind nur noch Ruinen erhalten (Santa María del Castillo).
- Vom Geburtshaus Hernán Cortés’ sind nur noch die Fundamente erhalten – an eine Rekonstruktion wird gedacht.
- Das aus 92 Bänden mit über 30.000 Seiten bestehende Historische Archiv der Stadt umfasst die Jahre 1638 bis 1819 und wurde im März 2015 als UNESCO-Welterbe eingestuft.